# Pierre Dondelinger
François Marie Eugene Pierre Dondelinger (ur. 29 stycznia 1913 w Longwy, zm. 12 kwietnia 2000 w Faverolles) – francuski lekkoatleta specjalizujący się w biegach sprinterskich.
Pierwszy występ na arenie międzynarodowej miał miejsce w 1934 roku podczas I Mistrzostw Europy w Turynie. Na dystansie 100 metrów z czasem 11,0 sekund zajął czwarte miejsce w biegu eliminacyjnym i odpadł z dalszej rywalizacji.
Dondelinger reprezentował Francję podczas XI Letnich Igrzyskach Olimpijskich w 1936 roku w Berlinie, gdzie w biegu na 200 metrów z nieznanym czasem zajął w biegu eliminacyjnym piąte miejsce, co zakończyło jego udział w zawodach, a w  sztafecie 4 × 100 metrów, gdzie biegł na drugiej zmianie, w fazie eliminacyjnej Francuzi zajęli piąte miejsce z czasem 42,6 i też odpadli z dalszej rywalizacji.
Reprezentował barwy paryskiego klubu Racing Club de France.

## Rekordy życiowe
- bieg na 100 metrów – 10,7 (1935)
- bieg na 200 metrów – 22,0 (1934)